# Ruszlana Sztepanyivna Lizsicsko
Ruszlana Sztepanyivna Lizsicsko (ukránul:Руслана Степанівна Лижичко; Ukrajna, Lviv, 1973. május 24.) művésznevén Ruszlana ukrán énekesnő, Wild Dances című dalával a 2004-es Eurovíziós Dalfesztivál győztese.

## Politikai pályafutása
2004-ben az ukrajnai narancsos forradalom alatt nyilvánosan kiállt Viktor Juscsenko mellett. A tüntetések idején többször fellépett. A 2006. márciusi parlamenti választásokon a Mi Ukrajnánk (Nasa Ukrajina) blokk listájának 5. helyéről képviselőnek választották. Az ukrán parlament feloszlatása és az időközi választások kiírása miatt mandátuma 2007. június 9-én megszűnt. A 2007 októberi választásokon nem indult.

## Diszkográfia

### Albumok
- Mity veszni – Dzvinkij viter (1998)
- Osztannye Rizdvo devjatih (1999)
- Najkrascse (2001)
- Diki Tanci (2003)
- Diki Tanci + Eurobonus (2004)
- Wild Dances (2004)
- Wild Dances International
- Welcome To My Wild World (2005)
- Wild Dances – Christmas Edition (2005)
- Wild Dances – New Year Edition (2005)
- Club'in (2006)
- Wild Energy (2007)

### Kislemezek
- Dobrij vecsir, tobi… (2002)
- "Wild Dances" (2004)
- "Dance With The Wolves" (2004)
- "The Same Star" (2005)
- "Dika Enerhija"/"'Wild Energy" (2006)
- "Moon of Dreams" ( featurning T-Pain ) (2008)